# Juninho (Fußballspieler, 1985)
José Carlos Nogueira Júnior , mit Kurznamen José Carlos Júnior oder Juninho (* 18. Juli 1985 in Guarapari), ist ein brasilianischer Fußballspieler. Bis 2015 stand er bei Karşıyaka SK unter Vertrag.

## Karriere
Juninho begann seine Profifußballkarriere beim Rio Branco AC. Zum Frühjahr 2009 wechselte der dann zu Duque de Caxias FC. Zum Sommer 2009 verließ er Duque de Caxias FC und heuerte in der bulgarischen A Grupa bei Slawia Sofia an. Bis zum Sommer 2012 spielte er teilweise für Slavia und teilweise als Leihspieler bei Bananz Jerewan und Lewski Sofia. Zur Saison 2012/13 wurde er in die türkische TFF 1. Lig an den Aufsteiger Adana Demirspor ausgeliehen. Hier wurde er mit 15 Saisontoren der erfolgreichste Torschütze seiner Mannschaft. Zum Saisonende wechselte er dann endgültig zu Demirspor und unterschrieb hier einen Dreijahresvertrag. Im Sommer 2014 wechselte er innerhalb der Liga zu Karşıyaka SK und spielte  hier eine Spielzeit lang.